# União Cívica Feminina
A União Cívica Feminina foi um movimento feminino católico organizado em 1962 em São Paulo em oposição ao Governo João Goulart e cessou suas atividades com o golpe militar de 31 de março de 1964.
Em sessão da Câmara dos Deputados realizada no dia 13 de setembro de 1962 os deputados e senadores contrários a volta ao regime presidencialista, encaminharam um documento que reivindicava a manutenção do regime parlamentarista.
Manifestando-se basicamente contra a infiltração comunista no país, além de desenvolver um trabalho de assistência social nas favelas. E tinham ramificações em várias outras cidades.
Em 19 de março de 1964, ao lado dos setores conservadores do clero e de outras entidades e a União Cívica Feminina organizaram em São Paulo uma manifestação contra o governo Goulart, denominada Marcha da Família com Deus pela Liberdade.
Pouco depois, com a mudança de regime, o movimento perdeu sua razão de ser.